# Ligyra dives
Ligyra dives är en tvåvingeart som först beskrevs av Walker 1849.  Ligyra dives ingår i släktet Ligyra och familjen svävflugor. Inga underarter finns listade i Catalogue of Life.